# Nagybánya–Óvári-autóút
A Nagybánya–Óvári-autóút vagy Szamos Expressz (románul: Drumul expres Baia Mare–Oar vagy Someș Expres) tervezett romániai autóút (DEX). A tervezett „északi autópálya” része.

## Története

### Óvári–Szatmárnémeti szakasz
A magyar határtól, az M49-es autóút folytatásában Szatmárnémetiig tartó szakaszon 10,831 km négysávos gyorsforgalmi utat terveznek, Magyarországal kötött nemzetközi megállapodás részeként. Ez a szükséges 4,031 km bekötőúttal együtt várhatóan mintegy 200 millió euróba kerül majd. A megvalósíthatósági tanulmány és a régészeti feltárás 2023 nyarára elkészült, és megkezdődött a műszaki tervek kidolgozása. A nyomvonal 597 magántulajdonú telket érint összesen 1,67 millió m²-en; a kisajátításokat 2023 októberében jóváhagyta a kormány, A román kormány 2024 januárjában határozott a megépítéséről, és a közbeszerzést is kiírták, a tendert azonban az ajánlattevők részéről beérkezett nagyszámú kérdés miatt márciusban fel kellett függeszteni, és csak augusztusban oldották fel újra. A tenderre öt ajánlat érkezett (köztük a Duna Group Európa részvételével egy magyar–román konzorciumé is). A közlekedési minisztérium novemberben kiadta az építési engedélyt. 2025 márciusában sikerült kiválasztani a győztes Construcții Erbașu nevű román céget, melynek a szerződéskötést követően 24 hónap áll rendelkezésére a kivitelezésre.

### Szatmárnémeti elkerülő
2009 áprilisában Ilyés Gyula – Szatmárnémeti polgármestere –, Radu Giurca prefektussal, Ioan Holdis képviselővel és Günthner Tibor szenátorral, valamint Valentin Macec-kel, a megyei tanács alelnökével megegyezett arról, hogy a Szatmár megyei törvényhozási képviselők  közbenjárnak a Szállításügyi Minisztériumnál és az Országos Út- és Autópálya Igazgatóságnál, hogy válasszák le a szatmárnémeti elkerülőút projektjét a Nagybánya–Szatmárnémeti–Nyíregyháza gyorsforgalmi út projektjéről. Utóbbi akkor le volt állítva, ezért az volt a cél, hogy a terelőút ügyét, amely egyébként is bennefoglaltatik a 2008-2012-es román kormányprogramban,  külön pályázatként nyújtsák be.
A 12 km-es, autóút kialakítású elkerülő megvalósítására a kivitelező 2017 májusában kapta meg a munkakezdési elrendelést, eredetileg 18 hónapos határidővel. Ezt később 2020 szeptemberéig, majd 2021 júniusáig meghosszabbították. Az elkerülő végül 2022-ben készült el.

### Szatmárnémeti–Nagybánya szakasz
A Szatmárnémeti–Nagybánya gyorsforgalmi út megvalósíthatóságának elkészítése folyamatban van, várhatóan 2023 decemberében készül el. Folyik a környezetvédelmi engedélyeztetés is. A 72,5 kilométer hosszú szakasz Szatmárnémeti, Batiz, Szatmárudvari, Sárköz, Aranyosmeggyes, Apa, Szinérváralja, Remetemező, Erdőszáda, Lénárdfalva, Miszmogyorós és Nagybánya településeket érinti majd. A költségeket 448 millió euró + ÁFÁ-ra becsülik.